# Halitose
Halitose, ook bekend als foetor ex ore, ademgeur of mondgeur, verwijst naar een onaangenaam ruikende adem. Slechte adem is een veelvoorkomend sociaal probleem en wordt zowel door de persoon zelf als door zorgverleners vaak als een taboe beschouwd.
De termen foetor ex ore en halitose hebben een Latijnse oorsprong:
- Foetor betekent "stank," ex betekent "uit," en ore (ablatief van os) betekent "mond."
- Halitus betekent "adem" of "geur," en -osis duidt op een afwijking of abnormale toestand.

## Mogelijke oorzaken

### Oraal
85 procent van de gevallen van halitose is van orale oorsprong en kan worden veroorzaakt door:
- Tongbeslag (vooral op het achterste deel van de tong). Dit is verreweg de grootste veroorzaker van foetor ex ore. Anaerobe bacteriën die tussen de achterste papillen genesteld zijn, scheiden zwavelverbindingen af. Dit geeft de kenmerkende geur van rotte eieren.[1]
- Tandplak en tandsteen door slechte mondhygiëne.
- Alcoholgebruik.
- Tabakgebruik.
- Eetgewoontes, zoals het gebruik van look of bepaalde kruiden.
- Cariës.
- Achalasie.
- Ontstekingen, zoals van:
  - Het tandvlees: gingivitis, parodontitis.
  - De amandelen: tonsillitis, tonsilstenen.
  - De keel: faryngitis.
  - De sinussen: sinusitis.
- Maligne tumoren.
- Bepaalde geneesmiddelen, zoals disulfiram (door productie van koolstofdisulfide).
- Vasten en dorsten.[2]

### Andere organen
- Maag: maagzweren, maagontsteking.
- Slokdarm: divertikel van Zenker, refluxziekte.
- Hernia van het middenrif.
- Nierziekte.
- Leveraandoening.
- Longen: longontsteking of een longabces.
  - Een typerende knoflookadem wordt veroorzaakt door het inademen van telluurverbindingen en de omzetting daarvan in andere verbindingen in de longen van chemici en arbeiders in ijzergieterijen.[2][3][4] Een sterke knoflookadem kan ook wijzen op seleenvergiftiging.[5]
- Alvleesklier: suikerziekte.
- Darm: constipatie.

## Behandeling
Idealiter wordt halitose causaal behandeld. Dit houdt in dat de oorzaak van de slechte adem wordt aangepakt.
Bij een orale oorsprong van de halitose adviseert men een perfecte mondhygiëne, spoelen met chloorhexidine (dit mag in beginsel slechts korte tijd gebruikt worden) en het gebruik van een tongschraper.
NBEr bestaat ook halitofobie: het idee dat men leidt aan halitosis terwijl dat niet het geval is